# Mynes eugenius
Mynes eugenius är en fjärilsart som beskrevs av Hans Fruhstorfer 1909. Mynes eugenius ingår i släktet Mynes och familjen praktfjärilar. Inga underarter finns listade i Catalogue of Life.